# Kaceřov (tvrz)
Kaceřov je zaniklá tvrz v areálu kaceřovského zámku ve stejnojmenné vesnici v okrese Sokolov. Zachovalo se po ní tvrziště, které je chráněné jako kulturní památka ČR.

## Historie
Písemné prameny o nejstarší kaceřovské tvrzi se nedochovaly. Existenci panského sídla ve čtrnáctém a patnáctém století dokládají archeologické nálezy keramiky na tvrzišti a přídomek z Kaceřova. Vesnice se poprvé připomíná v roce 1312, kdy zemřel její majitel Jindřich Limberg, jehož synové Friedrich Hager a Jindřich starší z Hartenberka vedli o část Kaceřova spor s valdsaským klášterem, kterému majetek po smrti obou bratrů připadl. Klášteru později připadly také další části vesnice, ale menší zbytek zůstal rodu Gätzengrünerů až do roku 1394, kdy všechny díly vesnice získal rad Reissengrünerů. Z patnáctého století se dochovalo jen málo zpráv, ale někdy v jeho průběhu byla tvrz opuštěna, a když Kaceřov získali Perglárové z Perglasu, postavili si u poplužního dvora pozdně gotickou a později renesanční tvrz. Její zbytky se dochovaly ve zdivu barokního zámku.

## Stavební podoba
Tvrz stávala východně od rybníka. Kruhové tvrziště položené netypicky ve svahu, se kterým je na severovýchodě spojeno šíjí, má průměr asi osmnáct metrů. Centrální pahorek má rozměry 11 × 10 metrů a své okolí převyšuje o dva metry. Na jižní a východní straně jsou patrné zbytky příkopu.